# Годвин (Северна Каролина)
Годвин (енгл. Godwin) град је у америчкој савезној држави Северна Каролина.

## Демографија
По попису из 2010. године број становника је 139, што је 27 (24,1%) становника више него 2000. године.
| Група             | 2000.      | 2010.      |
| Белци             | 75 (67,0%) | 98 (70,5%) |
| Афроамериканци    | 15 (13,4%) | 38 (27,3%) |
| Азијати           | 0 (0,0%)   | 1 (0,7%)   |
| Хиспаноамериканци | 15 (13,4%) | 0 (0,0%)   |
| Укупно            | 112        | 139        |